# Seznam mest v Zimbabveju
To je seznam mest v Zimbabveju.
- Beitbridge
- Bindura
- Binga
- Bulawayo
- Chegutu
- Chinhoyi
- Chipinge
- Chiredzi
- Chitungwiza
- Gwanda
- Gweru
- Harare
- Hwange
- Kadoma
- Kariba
- Karoi
- Kwekwe
- Lion's Den
- Marondera
- Mashava Mine
- Masvingo
- Mutare
- Norton
- Nyanga
- Plumtree
- Redcliff
- Rusape
- Shamva
- Shurugwi
- Thuli
- Victoria Falls
- Zvishavane